# Leucania obscura
Leucania obscura är en fjärilsart som beskrevs av Heydemann, Schulte och Adolf Remane 1963. Leucania obscura ingår i släktet Leucania och familjen nattflyn. Inga underarter finns listade i Catalogue of Life.